# Řády, vyznamenání a medaile Tanzanie

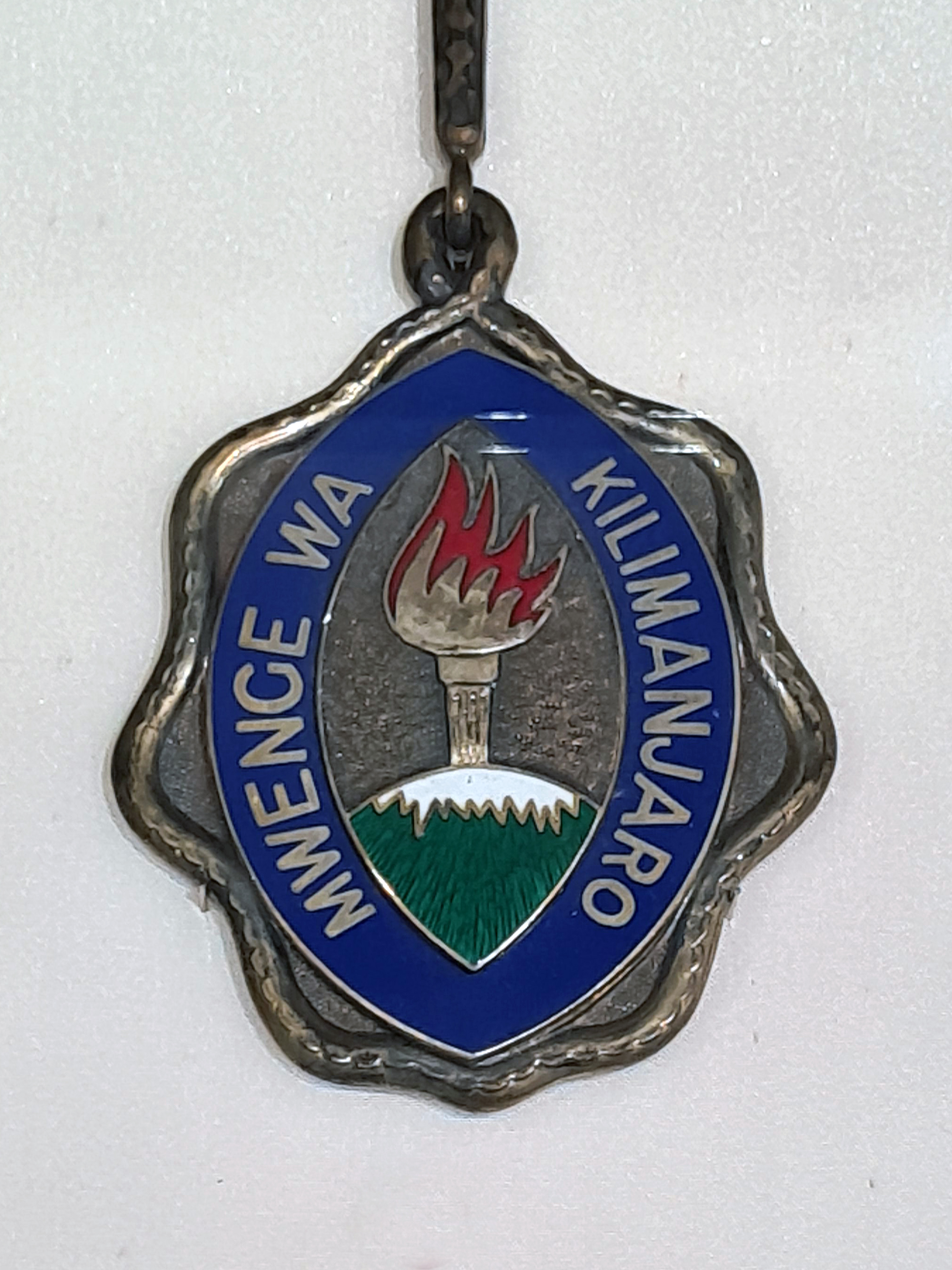
Řád pochodně Uhuru hory Kilimandžáro

Systém státních vyznamenání Tanzanie se skládá z řádů a medailí udílených za příkladnou službu národu. Udílena jsou o státních svátcích prezidentem Tanzanie.

## Řády
- Řád Mwalimu Juliuse Kambarageho Nyerereho (Order of Mwalimu Julius Kambarage Nyerere, Nishani ya Mwalimu Julius Kambarage Nyerere) je nejvyšší vyznamenání Tanzanie. Založen byl v prosinci 2011.[1]
- Řád pochodně Uhuru hory Kilimandžáro (Order of the Uhuru Torch of Mount Kilimanjaro, Nishani ya Mwenge wa Uhuru) je udílen ve čtyřech třídách. Založen byl roku 1977.[2]
- Řád sjednocené Tanzanské republiky (Order of the United Republic of Tanzania, Nishani ya Jamhuri ya Muungano wa Tanzania)
- Řád arushské deklarace (Order of the Arusha Declaration, Nishani ya Azimio la Arusha) je udílen ve třech třídách. Založen byl roku 1964 a udílen je za službu při politickém rozvoji národa.[3]

## Medaile
- Medaile za statečnost (Medal of Bravery, Nishani ya Ujasiri) je udílena pouze v armádní verzi za statečnost. Založena byla dne 1. března 1975.[4]
- Medaile za chrabrost (Medal of Valour, Nishani ya Ushujaa) je udílena za odvahu v armádní a policejní verzi.[5]
- Medaile za vytrvalost a výdrž (Medal of Perseverance and Endurance, Nishani ya Ushupavu) je udílena v armádní verzi.[6]
- Medaile za příkladnou službu (Medal of Exemplary Service, Nishani ya Utumishi Uliotukuka) je udílena v armádní, policejní a vězeňské verzi.[7]
- Medaile za dlouhou službu a etické chování (Medal of Long Service and Ethical Conduct, Nishani ya Utumishi Mrefu na Maadili Mema) je udílena v civilní, armádní, policejní a vězeňské verzi.[8] Založena byla roku 2007.[9]
- Medaile unie (Union Medal,Nishani ya Muungano) je udílena v armádní, policejní a vězeňské verzi. Založena byla na památku spojení Tanganiky a Zanzibaru dne 26. dubna 1964, čímž vznikla Tanzanie.[10][11]
- Medaile Zimbabwe (Zimbabwe Medal, Nishani ya Zimbabwe) byla založena roku 1981.[12]
- Medaile nezávislosti Tanganiky (Tanganyika Independence Medal, Nishani ya Uhuru Tanganyika) je udílena v civilní, armádní, policejní a vězeňské verzi. Založena byla roku 1961.[13]
- Medaile republiky (Medal of the Republic, Nishani ya Jamhuri) je udílena v civilní, armádní, policejní a vězeňské verzi. Založena byla roku 1964.[14]
- Medaile za dlouhou službu (Medal of Long Service, Nishani ya Utumishi Mrefu) je udílena v armádní, policejní a vězeňské verzi. Založena byla dne 1. března 1975.[15]
- Medaile revoluce (Medal of the Revolution, Nishani ya Mapinduzi) je udílena v civilní a policejní verzi.[16]
- Medaile za péči o životní prostředí (Medal of Environmental Care, Nishani ya Utunzaji wa Mazingira) je udílena v civilní verzi. Založena byla roku 2007.[17]
- Medaile za inovace a vědecký výzkum (Medal of Invention and Scientific Research, Nishani ya Ugunduzi na Utafiti wa Kisayansi) je udílena v civilní verzi.
- Medaile za umění a sport (Medal of Arts and Sports, Nishani ya Sanaa na Michezo) je udílena v civilní verzi.[18]
- Medaile za výbornou produkci (Medal of Excellent Production, Nishani ya Uzalishaji Mali Bora) je udílena v civilní verzi.[19]

### Medaile za tažení
- Válečná medaile (War Medal, Nishani ya Vita) byla založena roku 1979. Udílena byla za účast ve válce s Ugandou, která vyústila v pád Idi Amina.[20]
- Medaile Kagera (Kagera Medal, Nishani ya Kagera) byla založena roku 1979.[21] Udílena byla za účast ve válce mezi Ugandou a Tanzaniií v letech 1978 až 1979.[22]
- Medaile Anjouan (Anjouan Medal, Nishani ya Anjouan) byla založena roku 2008.[23]